# Christian Cayuqueo Quijada
Christian Marcelo Cayuqueo Quijada (San José de la Mariquina, Chile, el 27 de diciembre de 1973) es un político chileno. Fue Gobernador de la Provincia de Valdivia.
Es militante del Partido Socialista de Chile desde 1988. Como estudiante de Ingeniería Forestal, encabezó la agrupación de estudiantes indígenas de la Universidad Austral de Chile. Fue presidente del comunal Mariquina entre el año 2000 y el 2002 y miembro de la secretaria de Agricultura, ruralidad y políticas Indígenas del Provincial Valdivia del PS.
Desde 2002 y hasta su designación como el primer Gobernador autodenominado Indígena en la historia de la Provincia de Valdivia, se desempeñó en la Corporación de Desarrollo Indígena (Conadi.). Primero como Profesional de Apoyo en la Unidad de Desarrollo hasta llegar a ser Director Regional de Los Lagos de la Corporación, en abril de 2006. Fue Encargado Nacional de Programas de la Corporación en Temuco, donde lideró la planificación y ejecución de líneas programáticas referidas a compra de tierras para indígenas, además de la preparación de bases concurso subsidio de tierras para indígenas.
Durante su estadía en Temuco, fue miembro activo de la Vicepresidencia Regional Indígena del Partido Socialista de Chile, sectorialista Agrícola Forestal de la Vicepresidencia Nacional Indígena y encargado territorial rural para la Región de la Araucanía de la vicepresidencia regional del PS de la Campaña Presidencial de Michelle Bachelet.
- Datos: Q5767406